# A-003
A-003 – czwarty test rakietowego systemu ratunkowego (LES) w ramach programu Apollo. Czwarty lot rakiety Little Joe II, która wyniosła makietę statku Apollo (tzw. boilerplate) o numerze BP-22.

## Cele testu
1. Test funkcjonowania LEV (Launch Escape Vehicle) na maksymalnej wysokości efektywnego działania skrzydełek sterujących.
2. Test funkcjonowania systemu orientacji LEV po awaryjnym przerwaniu lotu.
3. Separacja rakietowego systemu ratunkowego (LES), osłony modułu dowodzenia (BPC) i przedniej osłony termicznej od modułu dowodzenia.
4. Określenie zachowań BPC podczas startu oraz powrotu na Ziemię z dużej wysokości.

## Parametry
- Masa całkowita: 80 372 kg
- Masa ładunku: 12 626 kg
- Masa rakiety: 67 746 kg
- Maksymalna wysokość: 4,8 km

## Przebieg testu
19 maja 1965 roku o 13:01:04 GMT z poligonu White Sands Missile Range w Nowym Meksyku wystartował kolejny Little Joe II z makietą statku Apollo o numerze BP-22. Lot rakiety zakończył się całkowitym fiaskiem. Napędzana sześcioma silnikami Algol rakieta niedługo po starcie wpadła w niekontrolowany ruch obrotowy i po 26 sekundach lotu rozpadła się na kawałki. Przy okazji wykazano skuteczność systemu ratunkowego LES, dzięki któremu makieta modułu dowodzenia przetrwała katastrofę i bezpiecznie wylądowała na spadochronach, pomimo awarii na stosunkowo niewielkiej wysokości 2,6 kilometra. Plan misji zakładał lot na wysokość ok. 36 km.